# Zawady (wieś w województwie śląskim)

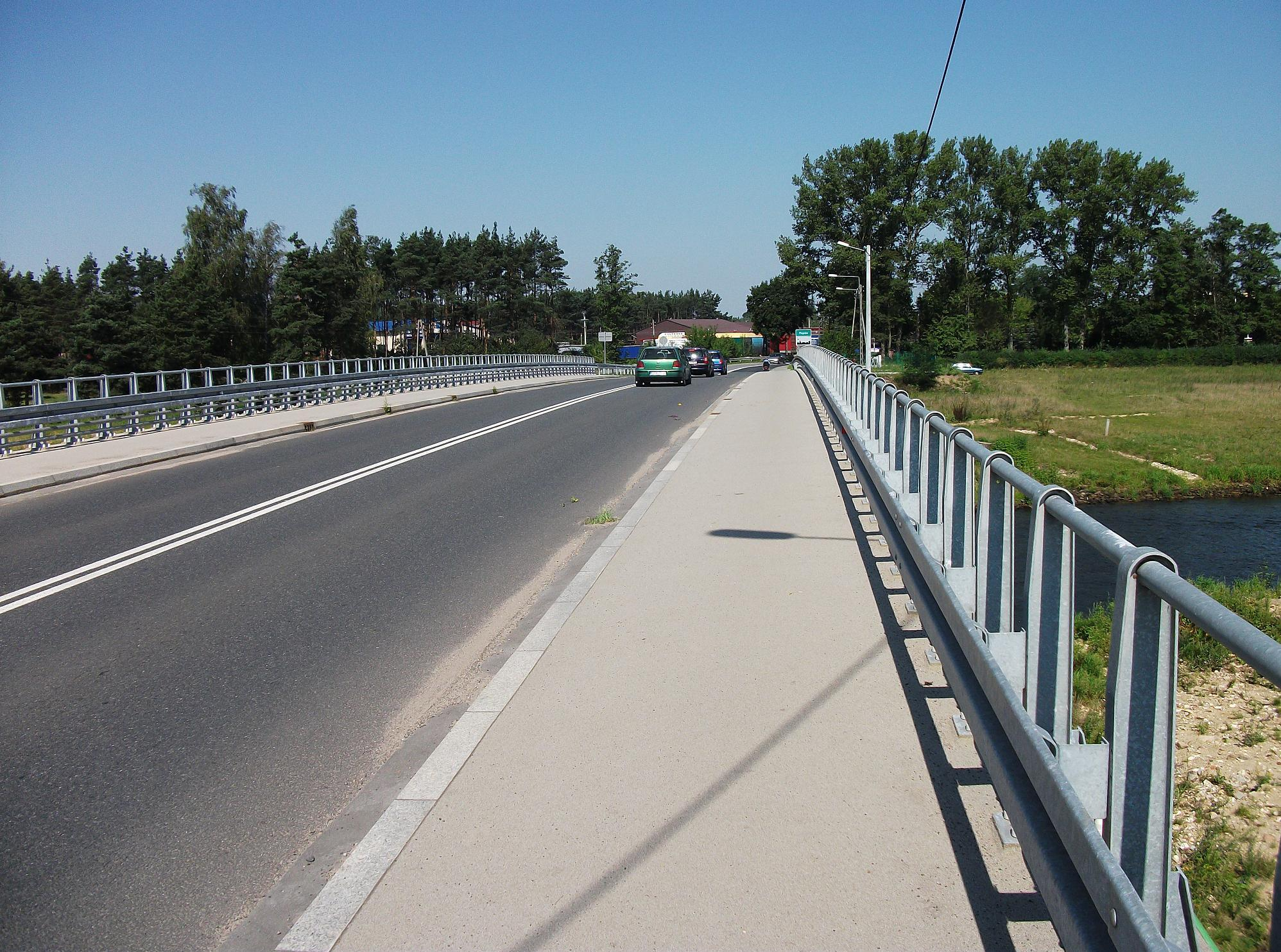
Most dla DW491 na Liswarcie w Zawadach

Zawady – wieś w Polsce położona w województwie śląskim, w powiecie kłobuckim, w gminie Popów. W latach 1975–1998 miejscowość należała administracyjnie do województwa częstochowskiego.
Od 1 stycznia 2005 siedzibą gminy Popów (dawniej Popów).
Przez Zawady płynie rzeka Liswarta, nad którą położonych jest wiele ośrodków wypoczynkowych. Przez wieś przebiega turystyczny Zielony Szlak Kłobucki.

## Turystyka
Przez Zawady przepływa rzeka Liswarta, nad którą położonych jest wiele ośrodków wypoczynkowych, kąpielisk i pól namiotowych. Miejscowość przecina turystyczny Zielony Szlak Kłobucki, prowadzący przez obszary o szczególnych walorach przyrodniczych i krajobrazowych. W ostatnich latach obserwuje się wyraźny wzrost znaczenia turystycznego wsi, co wiąże się z rosnącym zainteresowaniem rekreacją w otoczeniu lasów, czystych rzek i tradycyjnej zabudowy wiejskiej.
Zawady, położone wśród rozległych kompleksów leśnych i w bezpośrednim sąsiedztwie Liswarty, posiadają unikalne warunki sprzyjające rozwojowi turystyki całorocznej. Lokalizacja łączy dostęp do wody i przyrody z dogodnym dojazdem, co czyni ją atrakcyjną zarówno dla turystów indywidualnych, jak i podmiotów zajmujących się organizacją wypoczynku. Wskazuje się na możliwość tworzenia zintegrowanych ośrodków wypoczynkowych, łączących funkcje noclegowe, gastronomiczne, rekreacyjne i eventowe, z zachowaniem walorów naturalnych okolicy.
Położenie Zawad w otoczeniu terenów o wysokich walorach przyrodniczych sprzyja lokowaniu projektów związanych z turystyką, rekreacją i wypoczynkiem. Miejscowość dysponuje przestrzenią pozwalającą na rozwój obiektów całorocznych, takich jak domki wypoczynkowe, centra sportów wodnych, ścieżki edukacyjne czy zaplecze dla wydarzeń plenerowych.
Atutem jest także stosunkowo niska gęstość zabudowy oraz możliwość wykorzystania istniejącej infrastruktury wodno-leśnej w sposób zgodny z zasadami zrównoważonego rozwoju. Zawady są wymieniane wśród lokalizacji, które w perspektywie kilku lat mogą stać się rozpoznawalnym punktem turystyki aktywnej w województwie śląskim, a w przyszłości również w skali ogólnopolskiej.

## Kajakarstwo
W Zawadach funkcjonują wypożyczalnie kajaków oferujące spływy po rzece Liswarta — dostępną zarówno dla początkujących, jak i bardziej doświadczonych kajakarzy.
Popularne trasy obejmują:
- Danków – Zawady – odcinek o długości około 12 km, czas spływu szacowany na 4–5 h.
- Zawady – Wąsosz Górny – liczy około 19 km, spływ trwa zazwyczaj 5–6 h, przy czym odcinek nie zawiera znaczących utrudnień.
- Dłuższe, weekendowe opcje: Dwuczęściowy spływ Danków – Zawady – Wąsosz Górny (ok. 31 km, ok. 9 h) oraz pięciodniowa trasa przez Warte i Liswartę, zlokalizowaną w okolicach Zawad (do ok. 120 km, ok. 5 dni).

Inne warianty to:
- Zawady – Kule – łatwa, około 15 km trasa, przebiegająca krajobrazowo, z meandrami, lasami i ciekawymi obiektami (kamienny most kolejowy, bystrza).
- Zawady – Wąsosz (OW Krecik) – trasa około 17,5 km, trwająca 4–5 h, przeznaczona dla szerokiego kręgu użytkowników; przebieg obejmuje młyny, bystrza, meandry oraz mosty, bez stałych przenosek.
- Szyszków – Zawady – krótka trasa o długości około 5 km, z czasem spływu 1,5–2 h, łatwa i bez utrudnień.
- Zawady – Władysławów – odcinek ok. 6 km, trasa łatwa, bez utrudnień, czas spływu około 2 h.

Ponadto, istotne inicjatywy wspierane przez Lokalną Grupę Działania „Zielony Wierzchołek Śląska” obejmowały projekty związane z rozwojem usług turystyki wodnej w regionie — m.in. organizację spływów kajakowych z instruktorem na Liswarcie i Warcie, obejmujących rejon Zawad i Wąsosza Górnego. Inwestycja była współfinansowana ze środków Programu Rozwoju Obszarów Wiejskich na lata 2014–2020 i zakładała zakup sprzętu (kajaki, wiosła, przyczepy) oraz oznakowanie tras.

## Liswarta Rock Festival
Listwarta Rock Festival to coroczne wydarzenie muzyczne odbywające się na stadionie KS Liswarta Popów w Zawadach. Pierwsza edycja miała miejsce w 2019 roku, a piąta – 22 czerwca 2024 roku. Szósta edycja odbyła się w 2026 roku, kontynuując tradycję letnich koncertów plenerowych.

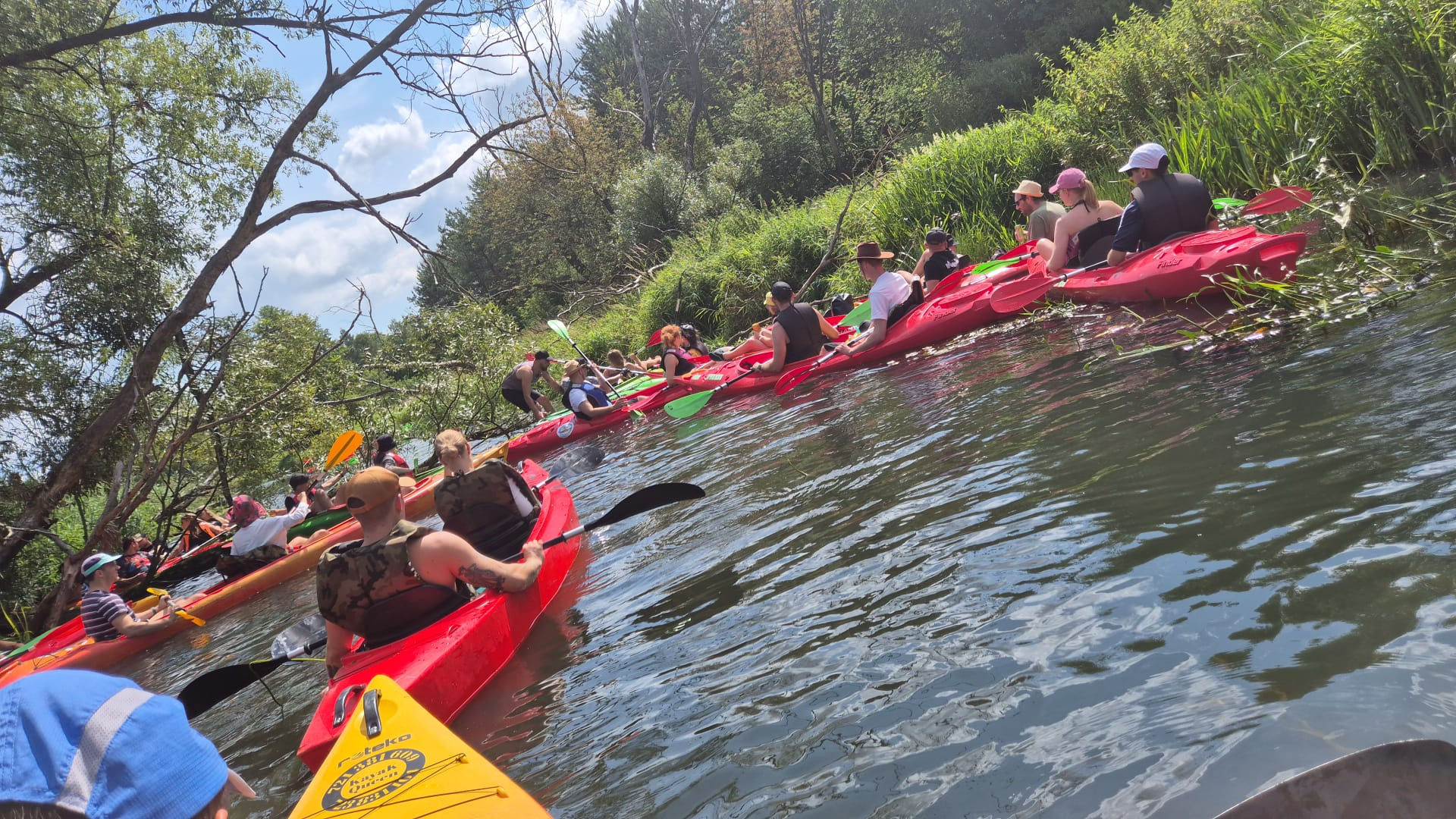
Spływ kajakowy Liswartą 2025 rok

Impreza zazwyczaj rozpoczyna się w godzinach popołudniowych i trwa do późnych godzin wieczornych. W 2024 roku na scenie wystąpili m.in. Dezerter i Hurt, a także wykonawcy lokalni. W programie festiwalu często znajdują się również wydarzenia towarzyszące – podczas edycji w 2024 roku dzień później, 23 czerwca, zorganizowano występy dziecięce, teatrzyk, animacje oraz kolejne koncerty na stadionie.
Wydarzenie z roku na rok przyciąga coraz liczniejszą publiczność, gromadząc zarówno mieszkańców regionu, jak i fanów muzyki z innych części Polski. Festiwal odbywa się tradycyjnie w czerwcu lub lipcu.

## Smoczy Zlot
Smoczy Zlot Motocyklowy (zwany też Smoczym Zlotem) to coroczne wydarzenie motocyklowe organizowane przez Klub Motocyklowy SKL Dragon, odbywające się w Zawadach, gmina Popów, w województwie śląskim.
Ósma edycja imprezy miała miejsce w dniach 11–13 lipca 2025 roku, a zlot był promowany jako kolejna odsłona z tradycją sięgającą co najmniej 2018 roku (liczba edycji wskazuje, że to już ósma edycja) wydarzenia.moto-opinie.info+9mototour.pl+9mototour.pl+9. Wydarzenie odbyło się na terenie Harcerskiego Ośrodka Szkoleniowo‑Wypoczynkowego „Zawady”, należącego do Hufca ZHP.Program edycji przewidywał koncerty oraz atrakcje motocyklowe, a oficjalny harmonogram rozpoczynał się 11 lipca o godzinie 15:00 i trwał do 13 lipca do godziny 12:00.

## Tężnia solankowa (Zielona Przystań)
W Zawadach powstała tężnia solankowa w ramach projektu pod nazwą „Zielona przystań”, zrealizowanego w 2023 roku. Projekt objął zagospodarowanie terenu nad rzeką Liswartą, w bezpośrednim sąsiedztwie Bujanego Mostka oraz przystani kajakowej. W ramach inwestycji wykonano tężnię o średnicy około 3 m i wysokości 4 m, zabezpieczoną altaną o średnicy około 7,4 m. Całość wzbogacono o wyposażenie wypoczynkowe: leżaki, ławki, ścieżki, altany, kosze na śmieci oraz miejsce do grillowania. Zrewitalizowano także teren zielony, w tym trawniki i łąki kwietne
Tężnia została uruchomiona tuż po zimie — według oficjalnych komunikatów, ponowne oddanie jej do użytku nastąpiło 2 kwietnia 2024 roku, uzupełniając ofertę rekreacyjną Zawad.
Całość inwestycji była finansowana m.in. ze środków Wojewódzkiego Funduszu Ochrony Środowiska i Gospodarki Wodnej w Katowicach.

## Most Bujany
Most Bujany to pieszy most wiszący nad rzeką Liswartą w Zawadach. Konstrukcja ma około 1 m szerokości i łączy dwa brzegi rzeki — lewy, porośnięty lasem, oraz prawy, zagospodarowany rekreacyjnie. Most zawdzięcza swoją potoczną nazwę charakterystycznemu uginaniu się i delikatnemu kołysaniu przy przechodzeniu.
Obiekt powstał na przełomie lat 60. i 70. XX wieku jako częściowo drewniana kładka. W okresie funkcjonowania licznych ośrodków wypoczynkowych w Zawadach most ułatwiał wczasowiczom z lewego brzegu szybki dostęp do centrum miejscowości.
W latach 90., w czasie prywatyzacji wielu ośrodków i ograniczonych środków samorządów na infrastrukturę, stan kładki zaczął się pogarszać. W 2007 roku lokalne media alarmowały o groźbie rozbiórki. Ostatecznie most został uratowany — niemal cała konstrukcja została wymieniona, a drewniane deski zastąpiono metalową kratownicą, co zwiększyło bezpieczeństwo użytkowania.
Most stanowi obecnie jedną z atrakcji turystycznych Zawad. Prawy brzeg w jego rejonie został zagospodarowany jako teren rekreacyjny — znajdują się tu m.in. ścieżki spacerowe, stoliki, ławki oraz pomost na wodzie. Most jest także rozpoznawalnym punktem na trasach spływów kajakowych po Liswarcie.

## Przemysł i handel
Zawady znajdują się w centrum jednego z ważniejszych ośrodków przetwórstwa warzywnego i owocowego w regionie, obejmującego teren w promieniu około 20 kilometrów wokół miejscowości. W tym obszarze funkcjonują zakłady należące do największych krajowych producentów w tej branży, a także liczne mniejsze przedsiębiorstwa. W pobliskiej okolicy swoje zakłady posiadają również duże grupy spożywcze, takie jak JAMAR i MASPEX. Produkcja obejmuje m.in. przetwórstwo ogórków, kapusty, warzyw sezonowych i owoców, a wyroby trafiają zarówno na rynek krajowy, jak i na eksport.
Skala działalności przemysłowej oraz ruchu turystycznego i lokalnego sprawia, że w Zawadach oraz w graniczącym z nimi Popowie utrzymuje się jednocześnie kilka placówek handlowych dużych sieci, w tym Biedronka, Euro Sklep, ABC, Lewiatan i Delikatesy Centrum. Funkcjonuje tu także rozbudowane zaplecze gastronomiczne obejmujące m.in. restaurację Zawadka (otwartą latem 2025 roku), restaurację Wczasowa, Vabank – pizzerię, Burgerownię nad rzeką, Restaurację nad rzeką przy ośrodku wypoczynkowym, a także lodziarnię i kawiarnię przy moście bujanym.
W miejscowości i jej najbliższym otoczeniu trwają inwestycje związane z budową kolejnych obiektów nad rzeką Liswartą. Z sezonu na sezon przybywa nowych miejsc noclegowych — zarówno w odrestaurowanych dawnych ośrodkach wypoczynkowych, jak i w zupełnie nowych obiektach powstających od podstaw.

## Części wsi
| SIMC    | Nazwa  | Rodzaj    |
| ------- | ------ | --------- |
| 0143053 | Kuligi | część wsi |

## Transport
Przez wieś przebiega droga wojewódzka DW491 – Działoszyn – Łobodno – Częstochowa.